# Juramento de Supremacía

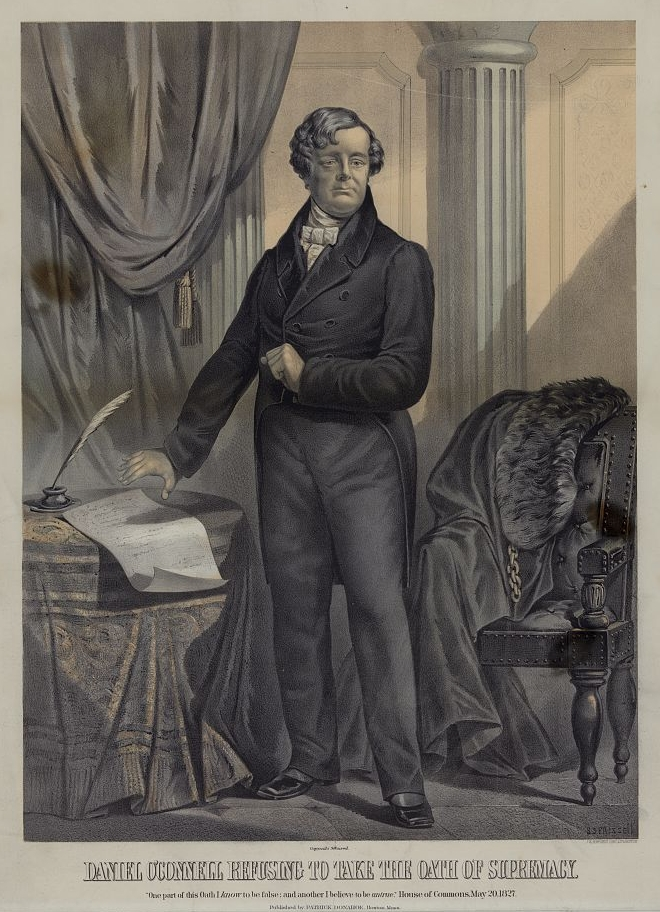
Litografía de Daniel O'Connell rechazando tomar el Juramento de supremacía. Subtítulo: "Sé que una parte de este juramento es falsa; y la otra creo que es no verdadera. Cámara de los Comunes, 20 de mayo de 1827."

El Juramento de Supremacía requería que cualquier persona que asumiera un cargo público o de iglesia en Inglaterra jurara lealtad al monarca como Gobernador Supremo de la Iglesia de Inglaterra. De lo contrario, se trataría como traición. El juramento de supremacía fue originalmente impuesto por el rey Enrique VIII de Inglaterra a través del Acta de Supremacía de 1534, pero revocado por su hija mayor, la reina María I de Inglaterra, y restablecido bajo otra hija de Enrique y medio-hermana de María, la reina Isabel I de Inglaterra, bajo el Acto de Supremacía de 1559. El Juramento fue más tarde extendido para incluir a los parlamentarios y a las personas que estudian en universidades. Se permitió por primera vez que los católicos se convirtieran en miembros del parlamento en 1829, y el requisito de prestar juramento a los estudiantes de la Universidad de Oxford fue eliminado por la Ley de la Universidad de Oxford de 1854.

## Texto del Juramento publicado en 1535
I (state your name) do utterly testifie and declare in my Conscience, that the Kings Highnesse is the onely Supreame Governour of this Realme, and all other his Highnesse Dominions and Countries, as well in all Spirituall or Ecclesiasticall things or causes, as Temporall: And that no forraine Prince, Person, Prelate, State or Potentate, hath or ought to have any Jurisdiction, Power, Superiorities, Preeminence or Authority Ecclesiasticall or Spirituall within this Realme. And therefore, I do utterly renounce and forsake all Jurisdictions, Powers, Superiorities, or Authorities; and do promise that from henchforth I shall beare faith and true Allegiance to the Kings Highnesse, his Heires and lawfull Successors: and to my power shall assist and defend all Jurisdictions, Privileges, Preheminences and Authorities granted or belonging to the Kings Highnesse, his Heires and Successors or united and annexed to the Imperial Crowne of the Realme: so helpe me God: and by the Contents of this Booke.

Yo (nombre) testifico por completo y declaro en mi conciencia que el Rey es el único Gobernador Supremo de este Reino, y todos los demás Dominios y Países, así como en todas las cosas o causas Espirituales o Eclesiásticas, como Temporall: Y que ningún Príncipe, Persona, Prelado, Estado o Potentado extranjero, tiene o debe tener Jurisdicción, Poder, Superioridades, Preeminencia o Autoridad Eclesiástica o Espiritual dentro de este Reino. Y por lo tanto, renuncio y abandono por completo todas las jurisdicciones, poderes, superioridades o autoridades; y prometo que desde ahora tendré fe y lealtad verdadera a los Reyes, sus herederos y sucesores legales: y con mi poder ayudaré y defenderé todas las jurisdicciones, privilegios, preheminencias y autoridades otorgadas o pertenecientes a los Reyes, sus herederos y Sucesores o unidos y anexos a la Corona Imperial del Reino: así que ayúdame Dios: y por el Contenido de este libro.

## Texto del Juramento publicado en 1559
I, A.B., do utterly testify and declare in my conscience that the Queen's Highness is the only supreme governor of this realm, and of all other her Highness's dominions and countries, as well in all spiritual or ecclesiastical things or causes, as temporal, and that no foreign prince, person, prelate, state or potentate hath or ought to have any jurisdiction, power, superiority, pre-eminence or authority ecclesiastical or spiritual within this realm; and therefore I do utterly renounce and forsake all foreign jurisdictions, powers, superiorities and authorities, and do promise that from henceforth I shall bear faith and true allegiance to the Queen's Highness, her heirs and lawful successors, and to my power shall assist and defend all jurisdictions, pre-eminences, privileges and authorities granted or belonging to the Queen's Highness, her heirs or successors, or united or annexed to the imperial crown of this realm. So help me God, and by the contents of this Book.
Yo, (nombre), testifico y declaro en mi conciencia que la Alteza de la Reina es el único gobernador supremo de este reino, y de todos los demás dominios y países de Su Alteza, así como en todas las cosas o causas espirituales o eclesiásticas, como temporales, y que ningún príncipe, persona, prelado, estado o potentado extranjero tiene o debe tener jurisdicción, poder, superioridad, preeminencia o autoridad eclesiástica o espiritual dentro de este reino; y, por lo tanto, renuncio y abandono por completo todas las jurisdicciones, poderes, superioridades y autoridades extranjeras, y prometo que a partir de ahora tendré fe y lealtad verdadera con la Alteza de la Reina, sus herederos y sucesores legales, y que mi poder ayudará y defenderá todas las jurisdicciones, preeminencias, privilegios y autoridades otorgados o pertenecientes a la Alteza de la Reina, sus herederos o sucesores, o unidos o anexos a la corona imperial de este reino. Entonces, ayúdame Dios, y por el contenido de este libro.

## Castigo
Los católicos que se negaron a prestar el juramento de supremacía fueron acusados de traición por cargos de praemunire. Por ejemplo, Sir Thomas More se opuso a la separación del Rey de la Iglesia Católica y se negó a aceptarlo como Jefe Supremo de la Iglesia de Inglaterra, un título que había sido otorgado por el Parlamento a través de la Ley de Supremacía de 1534. Fue encarcelado en 1534. por su negativa a prestar juramento, porque el acto desacreditó a la Autoridad Papal y el matrimonio de Enrique con Catalina de Aragón. En 1535, fue juzgado por traición, condenado por testimonio perjurado y decapitado.

## Excepciones
Bajo los reinados de Carlos II de Inglaterra y Jacobo II de Inglaterra, el juramento de supremacía no fue tan ampliamente empleado por La Corona. Esto se debió en gran parte a las simpatías y prácticas católicas de estos monarcas, y al elevado número de católicos que sirven en cargos oficiales. Los ejemplos de funcionarios que nunca tuvieron que prestar juramento incluyen a los consejeros privados católicos, Sir Stephen Rice y Justin McCarthy, vizconde Mountcashel. La centralidad del juramento se restableció bajo el reinado de Guillermo III de Inglaterra y María II de Inglaterra.